# Глубокий (Мазановский район)
Глубокий — упразднённый посёлок (с 1956 по 1964 годы — рабочий посёлок) в Мазановском районе Амурской области России. Точная дата упразднения не установлена.

## География
Располагался на правом берегу реки Сахатиная, у подножья сопки Глубокая, приблизительно в 70 км, по прямой, к северу от поселка Майский. На современных картах урочище обозначается как «участок Глубокий».

## История
Возник как посёлок старателей одноимённого золотоносного прииска. Решением Амурского облисполкома № 922 от 7 декабря 1956 года из состава Майского поссовета был выделен населённый пункт Глубокий преобразованный в рабочий посёлок с организацией на его территории Глубокинского поссовета.
Преобразован в сельский населённый пункт в 1964 году.

## Население
По данным переписи 1959 года в поселке проживало 1216 человек, в том числе 621 мужчина и 595 женщин.

## Уроженцы
- Шашвиашвили, Иван Арчилович — советский и российский политический, государственный и общественный деятель.